# Stefano Beltrame
Stefano Beltrame (ur. 8 lutego 1993 w Bielli) – włoski piłkarz, grający na pozycji napastnika lub pomocnika.

## Kariera piłkarska

### Kariera klubowa
Wychowanek klubów Novara i Juventus, w barwach którego na początku 2013 rozpoczął karierę piłkarską. Latem 2013 został wypożyczony do Bari. Następnie grał na zasadach wypożyczenia w klubach Modena, Pro Vercelli, Pordenone, Den Bosch, Go Ahead Eagles i ponownie w Den Bosch. W sezonie 2019/2020 bronił barw młodzieżowej drużyny Juventusu U23. W styczniu 2020 podpisał kontrakt z bułgarskim CSKA Sofia. 15 stycznia 2021 przeniósł się do Marítimo.

### Kariera reprezentacyjna
W latach 2011–2014 występował w juniorskiej i młodzieżowej reprezentacjach Włoch. Również w 2014 rozegrał jeden mecz we włoskiej reprezentacji B.

## Sukcesy i odznaczenia

### Sukcesy klubowe
Juventus
- mistrz Włoch: 2012/13